# Уонг Карвай
Уонг Карвай е хонконгкси кинорежисьор, широко известен сред киносредите като модерен автор на арт филми, най-често с основна тема интимните отношения между хората. Сред най-известните му филми е В настроение за любов с главни актьори Маги Чонг и Тони Леунг, който е един от редовно участващите във филмите на режисьора.
Уонг е първият китайски режисьор който печели наградата за най-добър режисьор на фестивала в Кан за филма си Щастливи заедно през 1997. През 2006 е президент на журито на същия фестивал, което го прави и първия китаец председателстващ това жури.
Списанието на британския филмов институт Sight & Sound го поставя под номер 3 в класацията си за най-добрите съвременни режисьори.

## Филмография
| година | филм                    | оригинално заглавие  | на китайски                 | бележки |
| ------ | ----------------------- | -------------------- | --------------------------- | ------- |
| 1988   | Докато изсъхнат сълзите | As Tears Go By       | 旺角卡門 Wong gok ka moon   |         |
| 1990   | Дни на безумство        | Days of Being Wild   | 阿飛正傳 Ah fei zing zyun   |         |
| 1994   | Чункин експрес          | Chungking Express    | 重慶森林 Chung Hing sam lam |         |
| 1994   | Пясъците на времето     | Ashes of Time        | 東邪西毒 Dung che sai duk   |         |
| 1995   | Паднали ангели          | Fallen Angels        | 墮落天使 Do lok tin si      |         |
| 1997   | Щастливи заедно         | Happy Together       | 春光乍洩 Chun gwong cha sit |         |
| 2000   | В настроение за любов   | In the Mood for Love | 花樣年華 Fa yeung nin wa    |         |
| 2004   | 2046                    | 2046                 | 2046                        |         |
| 2004   | Ерос                    | Eros                 |                             |         |
| 2007   | Моите боровинкови нощи  | My Blueberry Nights  | 藍莓之夜                    |         |
| 2013   | Великият майстор        | The Grandmaster      | 一代宗師 Yi dai zong shi    |         |